# 青島設計
株式会社青島設計（あおしませっけい）は、愛知県名古屋市中区大須にある組織系建築設計事務所。

## 沿革
- 1935年（昭和10年） - 青島憲輔が建築設計及び監理事務所として青島工務店(前身）を開設
- 1956年（昭和31年） - 一級建築士事務所青島設計室として発足
- 1964年（昭和39年） - タイ青島設計室連絡事務所を開設
- 1972年（昭和47年） - 東京事務所を開設
- 1987年（昭和62年） - 株式会社青島設計に社名変更

## 主な作品
- 錦パークビル
- ザ・シーン城北
- 大須301ビル[1]
- 名古屋記念病院
- オーキッドパーク[1]
- 豊田市鞍ヶ池植物園
- ヒルズウォーク徳重ガーデンズ
- 徳重駅前地区開発[1]
- セントファーレ[1]
- 日本国際博覧会 海上地区 市民参加施設[1]
- 参合館[2]
- 豊田市民文化会館
- 南山国際高等学校・中学校
- いなべ市立大安中学校
- 豊田市立寺部小学校・寺部こども園
- 清須市花水木保育園
- 愛知工業大学 自由ヶ丘キャンパス[3]
- 越原記念館[3]
- 東邦高等学校[3]
- 明治大学 和泉メディア棟
- 豊川市立御津北部小学校・ひろいし児童館
- 享栄高等学校
- 津丸の内ビル
- アドバンス・スクエア刈谷
- 豊田信用金庫 本店
- 泉ファーストスクエア
- TAKAMIブライダル
- 大垣消防組合消防本部・中消防署
- メナード美術館
- 岡崎市額田センター[4]

- ザ・シーン城北
- 参合館
- 豊田市民文化会館
- ヒルズウォーク徳重ガーデンズ
- 岡崎市額田センター

## 事務所概説
- 本社

〒460-0011 愛知県名古屋市中区大須4-14-51
- 東京事務所

〒105-0011 東京都港区芝公園1-2-8AMANO芝公園ビル3階